# Jamba
Jamba – Career for all („jamba“ от старолатински означава „опора“) е онлайн платформа за осигуряване на среда за предварителна подготовка и последващ подбор с цел професионална реализация на хората с различни възможности в България.
Осигурява връзка между хората с различни възможности (хората с увреждания) в България и техните бъдещи работодатели.

## История
Йоана Колева и Ива Цолова се срещат в неправителствения сектор през 2015 г., работейки с хора с увреждане на слуха. Комуникирайки активно с хора с различни възможности, те отбелязват проблема с включването в пазара на труда като едно от най-големите предизвикателства за хората с увреждания. Според тях, най-големите предизвикателства за интеграцията им са равният достъп до качествено образование, адаптирано професионално обучение и включване в пазара на труда.
Това довежда до идеята за създаването на JAMBA. Като следваща стъпка организацията съдейства за включването на хората с увреждания в пазара на труда и за кариерното им израстване.
През октомври 2017 г., на 10-о и юбилейното издание на Clinton Global Initiative (CGI U) 2017 на Clinton Foundation в Бостън, за първи път в инициативата вземат участие двама български участници. Това са Ива Цолова и Йоана Колева, които представят JAMBA. Българският проект е един от 60-те, които получават специално признание.
През юни 2018 „Jamba“ е една от българските организации, които са поканени в Брюксел, за да разкажат за опита си в социалните иновации и добрите практики, които прилагат в ежедневната си работа по време на форум „Социални иновации за приобщаващо общество“ в Digital Campus, BECentral. Там Jamba e представена от Христо Христов, бизнес развитие и проекти в Jamba.
Jamba е организатор на първoто благотворително бягане за хора с различни възможности - Run2Gether България. Целта на събитието е хора с големи сърца да подкрепят хората с различни възможности за достигането до финала на 5 км трасе. За три години събитието събра над 4000 участници в подкрепа на бягането с кауза.
Jamba организира и първия в България специализиран кариерен форум за хора с различни възможности, „Равенството значи повече“, на който вземат участие 26 фирми и 400 кандидати за работа.

## Награди и постижения
- 1-во място в категория „Обществена дейност“ на Forbes Business Awards 2018[6]
- 2-ро място в категория „Най-добър стартиращ бизнес“ на Forbes Business Awards 2018[6]
- Сертификат за проект с висок обществен принос от Наградите „Джон Атанасов“ 2018[7]
- Финалист на Chivas Venture 2018
- Номинирана за Emerging Europe Awards 2018
- Award for community service for Forbes 2017
- Финалист на Central European Startup Awards 2017 в категория Best Social Impact